# Quận Allen, Louisiana
Allen là một quận thuộc bang Louisiana, Hoa Kỳ. Theo thống kê năm 2010, dân số quận này là 25636 người, mật độ 13 người/km².

## Dân số
Biến động dân số qua các từ 1900-2010:
Unable to compile EasyTimeline input:

Timeline generation failed: 2 errors found

Line 133:   text:"Nguồn: <ref>Cục thống kê Hoa Kỳ. "Allen Parish Quickfacts". Bản gốc lưu trữ ngày 14 tháng 7 năm 2007. Truy cập ngày 18 tháng 6 năm 2007.</ref>"

- Text segments can be up to 250 characters long. This segment is 418 chars.

```
 You can either shorten the text or

 - PlotData: insert line breaks (~)

 - TextData: insert tabs (~) to produce columns

 

```

Line 136:   text:"Allen Parish Census Data<ref>United States Census Bureau. "Louisiana Population of Counties by Decennial Census: 1900 to 1990". Truy cập ngày 18 tháng 6 năm 2007.</ref>"

- Text segments can be up to 250 characters long. This segment is 296 chars.

```
 You can either shorten the text or

 - PlotData: insert line breaks (~)

 - TextData: insert tabs (~) to produce columns

 

```